# Express Auto Company
Express Auto Company war ein Montagewerk für Kraftfahrzeuge und damit Teil der Automobilindustrie in Irland.

## Unternehmensgeschichte
Das Unternehmen in Dublin wurde erstmals 1931 erwähnt. Es vertrieb als Autohaus zunächst Fahrzeuge von MG. Von 1934 bis 1938 montierte es komplette Automobile. Die Teile kamen von Armstrong Siddeley und MG. 1936 leitete J. J. Reddy das Unternehmen. Nach 1938 verliert sich die Spur des Unternehmens.

## Fahrzeuge
Zwischen 1934 und 1937 entstanden Fahrzeuge der Marke Armstrong Siddeley. Genannt ist das Modell 17 hp. Für 1934 und 1935 sind keine Zahlen überliefert. 1936 wurden 29 Fahrzeuge dieser Marke in Irland zugelassen und 1937 noch zwei. Eine Produktion 1938 ist immerhin möglich. Nach dem Zweiten Weltkrieg verkaufte die Dublin Motor Company importierte Fahrzeuge dieser Marke in Irland.
MG-Fahrzeuge wurden zwischen 1936 und 1938 montiert. 1936 wurden in Irland drei MG zugelassen. Im Folgejahr stieg die Zahl auf neun. Für 1938 sind keine Daten bekannt. Eines der in Irland montierten Fahrzeuge existiert noch. Ab 1938 montierte Booth Bros. MG-Fahrzeuge.